# 拉尔斯·格拉塞尔
拉尔斯·格拉塞尔（瑞典語：Lars Glasser，1925年10月4日—1999年1月15日），瑞典男子皮划艇运动员。他曾代表瑞典参加1952年夏季奥林匹克运动会皮划艇比赛，获得男子双人皮艇1000米银牌。